# تاریخ اجتماعی صفویان
تاریخ اجتماعی صفویان به تاریخ اجتماعی حکومت صفویان و روند تغییرات اجتماعی در این دوره می‌پردازد. صفویان دودمانی ایرانی و شیعه بودند که در سال‌های ۸۸۰ تا ۱۱۰۱ خورشیدی (۱۱۳۵–۹۰۷ قمری و ۱۷۲۲–۱۵۰۱ میلادی) به مدت ۲۲۱ سال بر ایران فرمانروایی کردند. بنیان‌گذار امپراتوری صفوی، شاه اسماعیل یکم بود که در سال ۸۸۰ خورشیدی در تبریز تاجگذاری کرد و آخرین پادشاه صفوی، شاه سلطان حسین است که در سال ۱۱۰۱ خورشیدی از افغان‌ها شکست خورد و سلسلهٔ صفویان برافتاد.
ایران در دوره صفوی در زمینه فقه شیعه، و هنر (معماری، خوشنویسی، و نقاشی) پیشرفت‌های شایانی نمود که از آن به عنوان مکتب اصفهان یاد می‌شود. همچنین ارتش ایران به سلاح‌های مدرن نظیر توپ و تفنگ تجهیز شد. از سرداران جنگی نامدار این دوره می‌توان قرچقای خان، الله‌وردی خان گرجی، و امام‌قلی خان را نام برد که هر سه از سرداران شاه عباس بزرگ بودند. از فقیهان، فیلسوفان و دانشمندان نامی در این دوره آقا حسین خوانساری، میرداماد، ملا محسن فیض کاشانی، شیخ بهایی، ملاصدرا، و محمدباقر مجلسی نام‌ور هستند. هنرمندان نامدار این دوره نیز رضا عباسی، علیرضا عباسی، میرعماد حسنی، و آقا میرک هستند. از شاعران بزرگ و نامدار این دوره نیز می‌توان به وحشی بافقی، صائب تبریزی، محتشم کاشانی و میر رضی آرتیمانی اشاره کرد.

## حکومت صفویه
دورهٔ صفویه از مهم‌ترین دوران تاریخی ایران به‌شمار می‌آید؛ چرا که با گذشت نهصد سال پس از نابودی شاهنشاهی ساسانیان؛ یک فرمانروایی پادشاهی متمرکز ایرانی توانست بر سراسر ایران آن روزگار فرمانروایی نماید. بعد از اسلام، چندین پادشاهی ایرانی مانند صفاریان، سامانیان، طاهریان، زیاریان، آل بویه و سربداران روی کار آمدند، لیکن هیچ‌کدام نتوانستند تمام ایران را زیر پوشش خود قرار دهند و میان مردم ایران یکپارچگی پدیدآورند.
صفویان، آیین شیعه دوازده‌امامی را مذهب رسمی ایران قرار دادند و آن را به عنوان عامل همبستگی ملّی ایرانیان برگزیدند. شیوه فرمانروایی شاهان صفوی تمرکزگرا و مطلقه بود. پس از ساختن پادشاهی صفویه، ایران اهمیتی بیشتر پیدا کرده و از ثبات و یکپارچگی برخوردار گردیده و در زمینهٔ جهانی نام‌آور شد. در این دوره روابط ایران و کشورهای اروپایی به دلیل دشمنی امپراتوری عثمانی با صفویان و نیز روابط بازرگانی، (به ویژه داد و ستد ابریشم از ایران) گسترش فراوانی یافت. در دوره صفوی (به ویژه در نیمه نخست آن)، جنگ‌های بسیاری میان ایران با امپراتوری عثمانی در غرب و با ازبک‌ها در شرق کشور رخ داد که علت این جنگ‌ها توسعه طلبی ارضی و جنگ‌های مذهبی بود.
صفویان همواره بزرگترین سد در برابر گسترش امپراتوری عثمانی به سمت شرق بودند. صفویان فرهنگ، هنر، موسیقی، معماری ایرانی و ادبیات پارسی را گسترش می‌دادند و شاه عباس پایتخت صفویان را برای آخرین‌بار از قزوین به اصفهان جابجا کرد.

## ساختار اجتماعی
ساختار اجتماعی دوران صفوی به شکل هرمی بود که شاه در رأس آن و مردم عادی که شامل دهقانان، صنعتگران، دکان‌داران و تجار کوچک بودند در قاعدهٔ هرم قرار می‌گرفتند. مابین این دوطبقه، اشراف لشکری و کشوری و گروهی از مقامات روحانی در سطوح مختلف قرار داشتند. قشرها مردم دارای اصناف و انجمن‌های اجتماعی و مذهبی بودند به‌طوری‌که در هر شهر با اهمیتی، کسبه، بازرگانان، کارگران و سایر گروه‌ها نماینده‌ای برای خود داشتند. ویژگی جامعهٔ صفوی، تلاش برای ایجاد پیوند میان جامعهٔ ایرانی و ترکمن قزلباش و اتحاد میان علما و بازاریان بود. مقامات روحانی ادارهٔ املاک بسیاری را بر عهده داشتند که یا از طریق وقف یا بخشش‌های افراد برای امور مذهبی، تحت اختیارشان بود.

### هرم طبقاتی در دورهٔ شاه عباس اول
| شاه                                                           |
| وزیر و صدر                                                    |
| دیوانسالار (اعتماد‌الدوله)                                     |
| اشرافیان کشوری و لشکری، روحانیون بزرگ و تجار بزرگ             |
| عامه مردم، دهقانان، صنعت‌گران، پیشه‌وران، دکان‌داران و تجار کوچک |

### شاه
جامعهٔ صفوی جامعهٔ هرمی‌شکل بود که در رأس هرم شاه قرار گرفته بود. شاه حاکمی مطلق و فرمانروایی عادل با هاله‌ای از نیکوکاری بود که رعایایش در پناه او زندگی می‌کردند. او امور مملکت را با رعایت قوانین مذهبی انجام می‌داد و هیچ‌کس در مقابل شاه صفوی قدرت و نفوذی نداشت. همه‌روزه مجلس مشاوره در کشیک‌خانه تشکیل می‌شد و امور مملکت را مورد بررسی قرار می‌داد و گزارشش به شاه می‌رسید و اگر وی تأیید می‌کرد اجرا می‌شد. عزل و نصب همهٔ مناصب به دست شاه صورت می‌گرفت.
به نوشتهٔ کمپفر، شاه رئیس کشور است که پادشاهی وی موروثی است. برای تصور درست در رابطه با وضعیت شاه باید به دو نکته توجه کرد: اول توجه به املاک پهناور وی و دوم از امتیازات خاصی که برخوردار بود. به همین جهت است که از همهٔ فرمانروایان قارهٔ آسیا ممتاز است. برخی از این امتیازات عبارت اند از:
1. قدرت نامحدود شاه: شاه صفوی از حقوق کاملاً نامحدود و مستقلی در اعمال قانون بهره‌مند است. این درحالی‌ست که در بقیهٔ جهان، قدرت دولت با توافقی رسمی مثل قانون اساسی محدود شده‌است. اما همانگونه که گفته شد شاه صفوی به هر کاری مجاز است و هیچ‌گونه مانعی در سلطنت او وجود ندارد. عقد قراردادها، اعلان جنگ و صلح، تغییر قوانین، وضع مالیات‌های جدید و حتی اختیار جان و مال مردم، همه در دست شاه است.
2. تقدس شاه: شاه صفوی قدرت دیگری نیز مختص به خود دارد و آن نوعی تقدس همراه با احترام است که از بدو تولد شاه با او همراه بود و گویا این تقدس را از اصل و نسب منتسب به پیامبر گرفته‌است.
3. القاب شاه: شاه القاب و عناوینی دارد که یکی از برجسته‌ترین آن‌ها ولی نعمت به معنای نمایندهٔ تام‌الاختیار خدا و پیامبر است.

از دیگر این امتیازها می‌توان به امتیازاتی چون مبّرا بودن فرمانروا از معاصی اشاره کرد.

### وزیر
کمپفر دربارهٔ وزیر اعظم صفوی می‌گوید: «وزیر در رأس دیوانسالاری صفوی قرار دارد. بزرگترین مقام دولتی مخصوص رئیس دیوان عالی و شخص اول از بین بزرگان مملکت یعنی وزیر اعظم است؛ او نیابت اعلیحضرت را نیز عهده‌دار است و به‌دلیل مقام مهمش، لقب اعتمادالدوله و وزیر اعظم گرفته‌است. لقب اعتمادالدوله اغلب در خطاب و در محاوره به کار می‌رفت، در حالی که وزیر اعظم اصولاً در مکاتبات استفاده می‌شد. این دو لقب نشان‌دهندهٔ بزرگترین منصب دولتی ایران است. وزیر اعظم را می‌توان محور ادارهٔ امور ایران دانست زیرا تمامی کارها و حیات عمومی به‌وسیلهٔ او جریان دارد. راه رسیدن به مقام و ثروت به دست او ممکن است و فقط در صورت خواست او شاه از خبری آگاه می‌شود. اوست که قراردادهای اتحاد را می‌پذیرد یا رد می‌کند، ضرب مسکوکات و سایر حقوق پادشاهی به دست اوست و بدون موافقت او هیچ تغییری صورت نمی‌گیرد. منزل او در مجاورت قصر سلطنتی قرار دارد و تمام روز را در بیرونی کاخ سیر می‌کند و همان‌جا اوامر شاه را نیز دریافت می‌نماید و در صورت لزوم با وی ملاقات می‌کند. او در این زمان که در بیرونی کاخ است گزارش وکلا، عرضه‌ها، تقاضاهای رسیده و مراسلات حکام را می‌خواند و به آن‌ها پاسخ می‌دهد. وی همیشه مشغول و گرفتار است و فقط برای استراحت به منزل و کنار خانواده می‌رود. وی شخصاً خیلی اندک با شاه صحبت می‌کند و اغلب طرف صحبت او و شاه خواجه‌سرایان هستند. در پذیرایی‌های عمومی و رسمی جای وزیر اعظم به عنوان رئیس دیوان عالی در طرف چپ پادشاه و نزدیک او است».

### صدر
مقام صدر در ایران لقبی دینی بود که در ابتدای دورهٔ صفوی به مدیر امور دینی گفته می‌شد و به لحاظ تاریخی مقدم بر سایر عناوین حکومتی و دینی بود و در اوایل دورهٔ صفوی مهم‌ترین مقام مذهبی در ایران بوده‌است. شاه اسماعیل مؤسس این مقام در میان صفویان بوده‌است. این مقام از میان عالمان یا فقیهان سید انتخاب می‌شد؛ و این شخص کار رسیدگی به امور شرعی را مطابق فقه اسلامی بر عهده داشت و در امر قضاوت نیز فعالیت می‌کرد. صدر بر مسائل مربوط به حسبه نیز نظارت داشت
صدر در مسائل روحانی در ایران رئیس و خلیفه و مجری بزرگ شرع می‌باشد، ولی در جلسه شورا یا مراسم عمومی زیر دست اعتماد الدوله قرار می‌گیرد. در ایران نیل به مقام روحانی مانع رسیدن به مقام دولتی نمی‌باشد و بارها اتفاق افتاده‌است که اعتماد الدوله قبلاً در مقام صدارت بوده باشد. منصب صدر ممکن است بین دو نفر نیز تقسیم شود. صدر رئیس شریعت نیز می‌باشد و ادارهٔ همهٔ اموالی که وقف مساجد شده با او می‌باشد. دو نفر زیر دست صدر هستند که مقام و کارشان تقریباً برابر می‌باشد: یکی شیخ‌الاسلام و دیگری قاضی. این دو به مسائل مذهبی رسیدگی می‌کنند. این دو مقام را شاه تعیین می‌کند و در تمام شهرهای اصلی دو تن قاضی مذهبی مشابه برای حل مسائل مذهبی و شرعی وجود دارد
از وظایف صدر می‌توان به تعیین حاکم شرع و مباشرین اوقاف و قضاوت دربارهٔ جمیع سادات، علما، شیخ السلامان، وزرا، مستوفیان و… اشاره کرد. در دوره شاه تهماسب اول دو مقام صدر وجود داشت اما وظایف آن‌ها تفکیک نبود. در دورهٔ شاه عباس دوم، منصب صدر با شغل وزیر اعظم ادغام شد و در دورهٔ شاه سلیمان، مقام صدر به صدور (نواب) خاصه و عامه تقسیم شد که وظایف صدر خاصه، پرداختن به امور خالصه سلطنتی بود و وظیفه صدر عامه رسیدگی به املاک عامه مردم بود؛ و البته صدر عامه زیر نظر صدر خاصه انجام می‌شد و زیر نظر صدر صدر عامه، صدرالممالک قرار داشت که البته گاه این دو سِمَت، متعلق به یک نفر بود. مقام صدر در دورهٔ شاه سلطان حسین، به مقام ملّا باشی تبدیل شد که در این دوره عالی‌ترین مقام روحانی در تشکیلات دولت صفوی بود. مقامات صدور، اجازهٔ ازدواج با شاهزادگان خاندان صفوی را نیز داشتند و این نشان دهندهٔ نوعی تلفیق قدرت میان علما و درباریان بوده‌است.

## ساختار عشیره‌ای
نمونهٔ آشکار ساختار عشیره‌ای قبایل ترکمنی بودند که به گله داری مشغول بودند و ییلاق و قشلاق می‌کردند. سران قبایل ترکمن که صفویان را به قدرت رساندند جزئی از ارکان دولت بودند و به عنوان امرا شناخته می‌شدند. در عالم آرای عباسی شمار این امرا ۱۱۴ نفر ذکر شده‌اند که مهم‌ترین آن‌ها از طوایف ترکمن بودند. بزرگترین طوایف قزلباش به ترتیب درجه اهمیت عبارت بودند از:
1. طایفه شاملو بزرگترین طایفه قزلباش که از امرای نامدار آن می‌توان: حسین بیگ لله، عبدی بیگ (داماد شاه اسماعیل اول)، دورمش خان، حسین‌خان (نوه دختری شاه اسماعیل اول)، زینل‌خان، آغزیو ارخان را نام برد.
2. طایفه استاجلو که محمدخان حاکم دیاربکر و برادرش قراخان، قلیچ‌خان، چایان سلطان، کپک سلطان، منتشا سلطان، شاهقلی سلطان از اعضای مشهور آن طایفه بودند.
3. طایفه ترکمان که امیرخان موصلّو، سلیمان خلیفه از بزرگان آن بودند.
4. طایفه روملو با امرای مشهوری مانند حسینقلی خلفا و دلو بولاق.
5. طایفه ذوالقدر با بزرگانی چون محمد قلی خلیفه، ولی سلطان قلمانچی اوغلی، شاهقلی خلیفه، منصور بیگ شناخته می‌شدند.
6. طایفه افشار که امیر اصلان سلطان ارشلو، محمود سلطان، یوسف قلی سلطان، یعقوب سلطان بزرگان آن بودند.
7. طایفه قاجار با یوسف خلیفه، شاهوردی سلطان زیاد اوغلی، میرزا علی سلطان، سلیمان بیگ زیاد اوغلی شناخته می‌شدند.

- ۸. طایفه تکّلو که ولی سلطان و محمدخان شرف‌الدین اوغلی از بزرگان آن بودند.[۱۳]

### ساختار سیاسی نظام اداری در دورهٔ شاه تهماسب (منشأ قومی امرا)
| هویت قومی       | قبیله‌ای و غیر قبیله‌ای (%) | قبیله‌ای (%) | غیر قبیله‌ای (%) |
| --------------- | ------------------------- | ----------- | --------------- |
| قزلباش          | ۵۶ (۷۷/۷۸)                | ۵۶ (۸۱/۱۶)  | ۰(۰)            |
| ترکمن:غیرقزلباش | (۴/۱۶)۳                   | ۳ (۴/۳۵)    | ۰(۰)            |
| مجموعه ترکمن    | (۸۱/۹۴)۵۹                 | (۸۱/۵۱)۵۹   | ۰(۰)            |
| کردها           | ۱۰                        |             |                 |
| لرها            | ۱                         |             |                 |
| عرب‌ها           | ۱                         |             |                 |
| سایرین          | ۱                         |             |                 |
| مجموعه غیرترکمن | (۱۸/۰۶)۱۳                 | (۱۴/۴۹)۱۰   | ۳               |
| کل              | (۱۰۰)۷۲                   | (۹۶)۶۹      | (۴)۳            |

این جدول بیانگر این مسله است که حدود ۹۶٪ از مقامات عالی‌رتبه از رهبران قبیله‌ای هستند که این مسئله نشان دهندهٔ ساختار قبیله‌ای نظام سیاسی است.
۷۷/۷۸ در صد از امرا از قبایل قزلباش بودند که نشاندهندهٔ این است که قبایلی که صفویان را به سلطنت رسیدند پاداش بالایی گرفتند. تنها ۱۳/۸۹ درصد امرا از رهبران قبیله‌ای غیر ترکمن بوده‌اند. آن‌ها ایرانی‌ها (کسانی که فارس زبان یا کرد زبان بود) و عرب‌ها بودند و فقط ۴/۱۷ درصد امرا هیچ گونه منشأ قبیله‌ای نداشتند و ایرانی بودند. آن سه عضو غیر قبیله‌ای ایرانی طبقه حاکم نیز احتمالاً مناصب خیلی مهمی نداشتند. مینورسکی دربارهٔ ایرانیان غیر قبیله‌ای که مناصب پایینی داشته‌اند می‌نویسد (تاجیکان طبقه اشرافی به کلی جداگانه و خاصی بودند… خاندان‌های باستانی ایرانی که علم و ادب و هنر نویسندگی را به ارث داشتند).
این جدول که مربوط به دورهٔ تهماسب می‌باشد به معنی این نیست که دورهٔ سلطنت تهماسب آغازی برای مشارکت ایرانیان در نظام سیاسی بوده‌است. در این جدول ده کرد یک لر و یک عرب داریم. داده‌ها نشان می‌دهد که دو تن از کردها منشأ غیر قبیله‌ای داشته‌اند و لذا احتمالاً بخشی از سازمان دیوانی سلطنتی بودند. اگر این ده امیر طبقه حاکم را کنار بزاریم و کسانی که عملاً به دستگاه اداری صفویان وابسته بودند رو در نظر بگیریم می‌فهمیم که امرای حکومت مرکزی و حکام ایالتی آن ۹۵/۱۶ درصد از عناصر قبیله‌ای بودند و ۹۰/۳۲ درصد را قزلباش تشکیل می‌داده‌است. ضمناً ۳ یا کمتر از ۵ درصد امرا از حامیان آق قویونلو‌ها بودند که تابع شاه اسماعیل شده بودند.
پس ساختار سیاسی تا سلطنت تهماسب بسیار شبیه به عصر پیشا صفوی باقی ماند؛ و عناصر جدید رهبران قبیله‌ای که در حکومت‌های قبلی تقریباً بیرون از نظام سیاسی قرار داشتند جایگاه قدرت را در دست گرفتند. سران قبیله‌ای غیرترکمن اسما وابسته به حکومت مرکزی بودند اما عملاً در قلمرو خود استقلال داشتند؛ و افراد دیوان سالار طبقهٔ حاکم عمدتاً ایرانی، کم‌اهمیت و تابع سران قبیله‌ای مرکزی بودند؛ بنابراین بوروکراسی تحت تأثیر ساختار قبیله‌ای حکومت قرار داشت.

## پوشاک زنان در دورهٔ صفویه

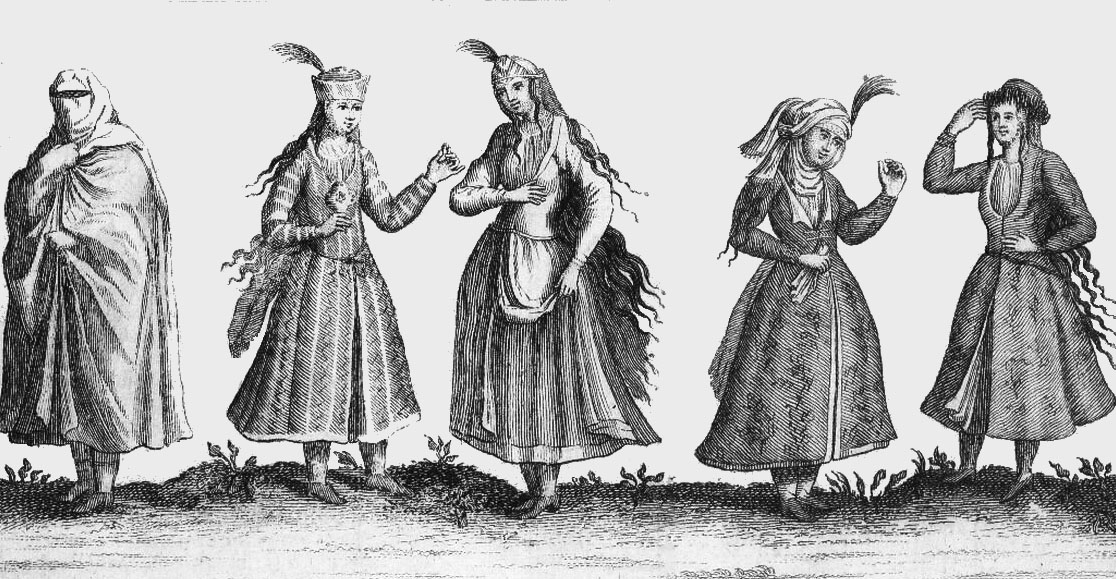
پوشاک زنان ایرانی در دورهٔ صفوی؛ نقاشی از سفرنامه ژان شاردن.

پوشاک ایرانی قد و قامت را بلندتر از لباس‌های اروپاییان نشان می‌دهد. با این وجود کشوری وجود ندارد که در آن لباس با این عظمت و شکوه برای مرد و زن جلوه گر باشد. لباس زنان از بسیاری جهات همانند پوشاک مردان است. پیراهن را که قمیص می‌خوانند و کلمه شمیز از آن آمده‌است، از جلو تا ناف باز است. بالاپوش‌های بانوان باریک است و یک شصت پهنا دارد. بانوان و نیز مردان ایرانی دستکش بر دست نمی‌کنند. دستکش در مشرق زمین مفهومی ندارد. تنبان همان‌طور تا به قوزک پا می‌رسد، ولی ساق‌ها بلندتر و تنگ‌تر و ضخیم‌تر است. چون بانوان هرگز جوراب به پای خویش نمی‌کنند. زنان با نیم چکمه‌ای پای خود را می‌پوشانند که تا چهار انگشت بالاتر از قوزک می‌رسد و آن یا کاردستی است یا اینکه از منسوجات بسیار گران‌بها تهیه می‌گردد
زنان ایرانی لباس‌های خیلی جذاب می‌پوشند. لباس‌های زنان ایرانی از بالاتنه و پایین‌تنه مجزا نیست، روی هم و یکسره است و با لباس مردان تفاوتی ندارد. از جلو باز و از ماهیچه پا به پایین تجاوز نمی‌کند. کمرشان را تنگ نمی‌بندند. آستینشان به دست و بازو چسبیده، تا پشت دست می‌رسد. بلندی شلوار زنان همچون مردان تا پاشنه پا می‌رسد. کفش زنان ایرانی با کفش مردانه فرقی ندارد و رنگ آن خصوصاً سبز و قرمز و زرد یا بنفش است
طرز لباس پوشیدن زنان در ایران با لباس پوشیدن مردها اختلاف زیادی ندارد فقط لباس خانم‌ها زر و زیور بیشتری دارد و طبعاً درخشان‌تر است. البته، زنان عمامه‌ای مثل مردان بر سر نمی‌گذارند. پیشانی خانم‌ها از نواری که سه انگشت پهنا دارد، پوشیده شده. این نوار با طلای مینا کاری شده، زینت یافته و بر آن یاقوت و برلیان و مروارید آویزان می‌کردند. خانم‌ها کلاه پارچه‌ای ظریفی که با طلا آن را حاشیه‌دوزی کرده‌اند، بر سر می‌گذارند و شال ظریفی را که حاشیه آن در کمال زیبایی گلدوزی شده‌است، دور کلاه می‌پیچند. قسمتی از این شال به پشت‌سر تا کمرشان آویزان می‌شود و در وقت راه رفتن بالا و پایین می‌رود و به وضع جالبی تکان می‌خورد. بر گردنشان گردن‌بندهای مروارید می‌آویزند و کمربندی را که چهار انگشت عرض آن است و از ورقه‌های طلا پوشیده شده‌است، به کمر می‌بندند. روی ورقه‌های طلا قلم‌زنی شده‌است و اغلب اوقات روی آن جواهرات قیمتی نصب می‌کنند. پیراهنی که در زیر می‌پوشند زربفت است و زمینه آن طلا یا نقره است. روی این پیراهن یک نیم‌تنه زر دوزی شده که بسیار زیبا می‌باشد، می‌پوشند. آستر نیم‌تنه از پوست سمور است. در زمستان نیم‌تنه، آستین دارد و در تابستان بدون آستین می‌باشد. خانم‌ها هرگز جوراب نمی‌پوشند زیرا شلواری که به پا می‌کنند بلند است و تا زیر قوزک پایشان را می‌پوشاند. در زمستان پوتین‌های ساق بلندی را که لبه‌های آن را زینت می‌کنند، می‌پوشند و در منزل مانند مردان کفش راحتی که از چرم ساغری درست شده‌است به پا می‌کنند
ایرانی‌ها و قزلباش‌ها پارچه‌هایی از قبیل ازیامی، کین داچی، کوماچی و… م ی پوشند. یک شال بزرگ بر دور کمر و روی آن شالی آلبالویی رنگ می‌بندند و عمامه سر می‌گذارند. آن‌ها جورابی ساق بلند و کفش به پا دارند. زنان و دختران شلوار می‌پوشند و موهای بلند خود را با بافتن آرایش می‌کنند. بعضی زنان به بینی خود حلقه‌هایی آویزان می‌کنند.

### جنس و تزئینات پارچه‌های ایرانی
عده‌ای هستند که کارشان منحصر به این است که از طلا و نقره با چسب صمغ روی تافته، گل و بوته بسازند و زن‌ها این تافته‌ها را به مصرف پیراهن و زیرشلواری می‌رسانند و به قدری این پارچه‌ها در ایران زیاده شده‌است که دیگر اعتنایی به پارچه‌های هندی ندارند… روی تافته سیاه هیچ گل و بوته به کار نمی‌برند، زیرا رسم است که زنان در ایام قاعده تافته سیاه بپوشند و این‌روش به‌طوری رسمیت پیدا کرده‌است که اگر مطربی بیاورند و رقاص تافته سیاه پوشیده باشد چیزی نمی‌گویند تا به میل خود برقصد، اما هیچ‌کس نزدیک او نمی‌رود، بلکه هنگام صرف غذا هم آن رقاص باید تنها غذا بخورد
شاهزاده خانم‌هایی که از دودمان شاهی می‌باشند این امتیاز را دارند که می‌توانند خنجر بر کمر خویش ببندند. زنان سر خویش را کاملاً می‌پوشانند و از روی آن چارقدی دارند که به شانه‌شان می‌رسد. هنگامی که می‌خواهند از خانه بیرون روند، از روی همه ملبوسات، حجاب سفید بلندی می‌پوشند که از سر تا پایین و صورتشان را مستور می‌کند و به‌طور کلی جز مردمک ساده چیزی مرئی نمی‌گردد. عموماً زنان چهار حجاب دارند: دو تا در خانه به سر می‌کنند و دو دیگر را هنگام خروج از منزل بر روی آن‌ها می‌افزایند. نخست روسری است که برای آرایش تا پشت بدن آویزان است. دوم چارقد است که از زیر ذقن می‌گذرد و سینه را می‌پوشاند. سوم حجاب سفیدی است که تمام بدن را مستور می‌کند و چهارم به شکل دستمالی است که بر روی صورت نهند و مخصوص مساجد و معابد می‌باشد. این دستمال یا حجاب شبکه‌ای مانند دستباف نیمدار یا توری در مقابل چشمان دارد که برای دیدن تعبیه شده‌است. پای‌افزار مردان و زنان در ایران همگی یکسان است و هیچ‌گونه فرقی وجود ندارد

## عادات و اخلاق ایرانیان
ایرانیان در دوره صفویان نام خانوادگی نداشتند و هنگام صدا کردن دیگران او را فلان شخص و یا فرزند فلان شخص صدا می‌زدند، آن‌ها معمولاً علاقهٔ زیادی به دانستن آینده داشتند و به همین دلیل منجمان را گرامی داشته و در کارها با آن‌ها مشورت میکردند و حتی شاهان نیز منجمانی داشته اند که سعد و نحس را برای او بگویند. در سال تعداد بسیار زیادی تقویم به فروش می‌رسد که اطلاعاتی در ارتباط با کواکب و پیش‌بینی‌هایی در آن‌ها وجود دارد؛ و هر کس تقویمی دارد که امور را با آن بررسی می‌کند. بسیاری از ایرانی‌ها اگر بخواهند کاری را انجام بدهند برای خوب و بد آن نزد مجتهدی می‌روند که برای آن‌ها استخاره بگیرد و مجتهد با خواندن عبارتی زیر لب قرآن را باز میکند و اگر آیه‌ای منفی بیاید ان‌ها را از انجام آن عمل منع می‌کند. در ایران عده‌ای به نام رمال و فالگیر وجود دارند، که از طریق آن روزگار سپری می‌کنند و وسیله رمل و کتاب دارند که در آن اعداد طاق و جفت نوشته شده و با آن از آینده به مردم خبر می‌دهند. در ایران عده‌ای خواب‌گذار نیز وجود دارد که تعبیر خواب کرده و کتابهای گوناگونی دارند که از روی آن رؤیاها را تفسیر می‌کنند. ایرانیان در دعوا در کنار مشت و لگد با زبانشان هم جنگیده و دشنام می‌گویند اما در بین الفاظ خود کفر به خدا نمی‌گویند و اگر بفهمند کسی به خدا کفر گفته‌ وی را کافر یا دیوانه میپندارند. در ایران به تجملات اهمیت زیادی می‌دهند و ثروتمندان زندگانی بسیار تجملی دارند. ایرانیان در اعیاد رسمی به‌ویژه عید نوروز به دید و بازدید می‌پردازند. در ایران مردان کمتر می‌رقصند ولی زنان در جشن‌ها همواره با عشوه و غمزه به رقص می‌پردازند.

## مراسم ازدواج و عروسی
ازدواج آداب و رسوم خاصی را به همراه داشت کودکان را از هشت، نه سالگی یا زود تر نامزد می‌کردند. زن و شوهر پیش از ازدواج نیز یکدیگر را نمی‌دیدند. در ازدواج سه نوع زن وجود داشت که ازدواجشان به شیوهٔ خاصی صورت می‌گرفت:
- زنان زر خرید
- زنان اجاره‌ای
- زنان قانونی

زنان زرخرید را کنیز می‌گفتند و داشتنش دلبخواهی بود و هر فرد هر تعداد که می‌خواست می‌توانست داشته باشد البته به شرط توانایی دادن نفقه، اگر از این ازدواج کودکی متولد می‌شد جایگاه زرخرید افزایش می‌یافت و دیگر او را مانند مادر تکریم می‌کردند.
زنان قانونی را منکوحه می‌نامند که بر طبق اسلام هر فرد می‌تواند چهار زن قانونی عقد کند که البته هیچ‌کس بیشتر از یک زن منکوحه ندارد.
اشخاص متشخص معمولاً با هم سطحشان ازدواج می‌کردند و بیشتر اشخاص متوسط زنان اجاره‌ای می‌گرفتند زیرا با کمال سهولت و به میل و دلخواه هر زمان که می‌خواستند می‌توانستند از او جدا شوند و در مقابل افراد عادی کمتر زن صیغه‌ای می‌گرفتند زیرا توان پرداخت نفقه نداشتند.
اگر جوانی قصد ازدواج با دختری را داشت در ابتدا دو نفر از دوستانش را به عنوان خواستگار نزد پدر دختر می‌فرستاد اگر پدر قبول می‌کرد والدین پسر به همراه دو خواستگار به آنجا می‌رفتند. برای تعیین روز عروسی دیگر ساع سعد و نحس اهمیتی نداشت. یک روز پیش از مراسم داماد برای عروس طلا و خوراکی می‌فرستاد که البته این خوراکی‌ها برای مهمانان دعوت شده به مراسم بود. در مراسم عروسی نیز عروس و داماد حضور نداشتند و معمولاً توسط نماینده یا ویکی ازدواج برگزار می‌شد. زیرا زنان مطلقاً مستور می‌بودند از دیدن مردان. عقد ازدواج در یک محل خاص برگزار می‌شد که فقط داماد و نمایندهٔ طرفین و یک شخصیت روحانی حاضر بودند. اگر طرفین از طبقات بالا و طراز اول باشند صدر برای خواندن عقد دعوت می‌شد. عقد افراد عادی توسط ملا یا فقیهی برقرار می‌شد. عروسی در منزل داماد برگزار می‌شد و تا ده روز ادامه داشت. وسط روز دهم جهاز عروس به خانهٔ داماد برده می‌شد که عبار بود از لباس و جواهر و تعدادی اثاث و اسباب خانه، کنیزان و خواجگان. در ارتباط با طلاق نیز باید گفت که در خانواده‌های پایین کمتر صورت می‌گرفت؛ و نیز در صورت طلاق مرد باید مهریهٔ زن را بپردازد.

## هنر در دورهٔ صفوی
عواملی در رشد و رونق هنر در دورهٔ صفوی نقش داشتند برای نمونه به دو مورد آن اشاره می‌شود:
۱- پیروی صفویان از هنر دورهٔ تیموری و هنردوستی پادشاهان آن دوره.
شاه اسماعیل اول به هنر علاقهٔ بسیاری داشت در سال ۹۱۶ ق بعد از شکست ازبکان هنگامی که خراسان را ضمیمهٔ پادشاهی خود کرد وارث سنت‌های هنری تیموریان هرات در خراسان که ملقب به آتن خراسان بود شد. شاه اسماعیل «بهزاد» که نقاشی ماهر بود را به تبریز برد و وی را سرپرست هنرمندان کرد و مکتب نقاشی را در تبریز پایه‌گذاری کرد. شاه تهماسب نیز هر دوست بود و به نقاشی علاقه داشت و نقاشی را از سلطان محمد که نقاشی معروف بود فرا گرفت و با بهزاد و شاگرداش آقا میرک نیز ارتباط داشت. شاه عباس نیز هنرمند و هنردوست بود در دورهٔ او هنرمندان در رفاه بودند و به همین دلیل پیشرفت زیادی کردند و کمیت جای خود را به کیفیت داد اما در دوره ی‌های بعد به دلیل آنکه هنرمندان تأمین نبودند خود را تا حد سلیقهٔ عامه پایین آوردند و کیفیت را پایین آوردند. زیرا هنرشان راهی برای تأمین معاش زندگی آن‌ها بود.
۲- عامل دیگری که موجب رونقش و رشد هنر شد گرایش تازه به تقسیم کار در برپایی عمارت بوده‌است
یک نفر طراحی می‌کرد یک نفر می‌ساخت و دیگری کاشی کاری می‌کرد. هر کجا نامی از هنرمندی شنیده می‌شد شاه عباس او را به دربار خود دعوت می‌کرد و از وی حمایت می‌کرد در هر شهری بنایی بر پا می‌ساخت و هنرمندان متخصص آن فن را به آن شهر می‌فرستاد. یک نمونه آن محمدرضا امامی است که بر ابنیه‌های اصفهان و قم و مشهد کار کرد. قبل از وی علیرضا عباسی در عمارت سلطنتی اصفهان مشهد قزوین و مدرسه گنجعلی خان فعالیت داشت.
باغ چهلستون در دورهٔ شاه عباس دوم تکمیل شد. بعضی قسمت‌های دیدنی چهلستون عبارت اند از: تیرهای سنگی چهارگوشهٔ حوض مرکزی، تالارها، تابلوهای نقاشی و…
صفویان وارثان هنر درخشان دربار تیموریان هرات در خراسان بودند؛ و سلطان حسین بایقرا حامی مکتب مشهور هرات در نقاشی بود که بهزاد نمایندهٔ برجستهٔ آن محسوب می‌شد. شاه اسماعیل نقاش معروف و هنرمند، بهزاد را با خود به تبریز برد و او را مدیر کتابخانهٔ سلطنتی کرد. حکم انتصاب بهزاد به مدیریت را خواندمیر قلم زد که دوست بهزاد و مؤلف حبیب السیر (یکی از مهم‌ترین تاریخ‌های سلطنت شاه اسماعیل اول) است. اسماعیل اول و تهماسب به کتاب‌سازی علاقهٔ بسیاری داشتند و ازین رو نوشتهٔ بی‌مانند شاهنامه شاه طهماسبی نوشته شد. نخستین کارگاه قالیبافی در دورهٔ شاه عباس کبیر در اصفهان ساخته شد و او بود که قالیبافی را به سطح صنعت ملی ارتقا داد.

## پزشکی در دورهٔ صفویه
در دورهٔ صفویه آموزش پزشکان شبیه به آموزش جراحان بود و پزشکان جوان برای کار آموزی به خدمت طبیب ماهری درمی‌آمدند و برای اینکار سعی در این داشتند که این پزشکی از کسانی باشد که در بیمارستان کار می‌کند اما دانشجویان رشته جراحی برخلاف انترن‌های امروزی دست به جراحی نمی‌زدند. اگر پدر یا عموی دانشجوئی پزشک بود کار آموزی را نزد او انجام می‌داد.
در این دوره در شهرهایی بیمارستان وجود داشت اما از این بیمارستان‌ها فقط آن‌هایی که به مسجد و اماکن مقدسه وابسته بودند فعالیت داشتند و از بقیه به درستی استفاده نمی‌شد. در بیمارستان‌ها داروخانه بسیار مهم بود البته طبیب بالاترین فرد در کادر هر بیمارستانی بود و مسئول تمام بخش‌ها محسوب می‌شد ولی سر دارو ساز که او را مهتر می‌نامیدند درست پس از طبیب قرار داشت و مانند پزشک ارشد دارای تیمی از داروسازان جوان بود که شرابدار نامیده می‌شدند و تحت نظر او فعالیت می‌کردند.

### آثار
در دورهٔ صفویه کتاب پزشکی بزرگی به تحریر در نیامد و بزرگترین کاری که اطبا کردند انجام اعمالی بود که از گذشته به ارث برده بود و نیز چیزهایی که خود به آن افزودند. این دوره از نظر پزشکی با دو کتاب که توسط پدر و پسری نوشته شده آغاز می‌شود که البته این کتب مبتنی بر کتاب ذخیره خوارزمشاهی هستند.
کتاب زبده‌القوانین العلاج تألیف محمد بن هبت‌الله سبزواری ملقب به نجات‌الطبیب. و کتاب مرات‌الصحت نوشتهٔ پسر وی، غیاث‌الدین بن محمد سبزواری. پزشک دیگر بهاءالدوله است که کتاب خلاصه‌التجارب را نوشت و البته این کتاب در دورهٔ صفویه تألیف نشده ولی در این دوره اهمیت بسزایی دارد.
اولین کتاب ارزشمند پزشکی پس از قدرت یافتن صفویه دستور العلاج سلطان علی جنیدی خراسانی هروی است. از پزشکان این دوره احتمالاً معروف‌ترین آن‌ها عمادالدین و پسرش محمد باقر باشد. عماد الدین رسالهٔ اتریلال را در باب دارو پزشکی نوشت و کتابی نیز دربارهٔ داروها و ترکیبات دارویی نوشت که ترکیبات شاهیه نام داشت. از او رساله‌ای دربارهٔ سنگ تریاق و فواید و مضرات آن نیز به جای مانده. از دیگر کتب وی کتابی دربارهٔ طب کودکان و جزوه‌ای دربارهٔ طب عمومی است که رسالهٔ ینبوع فی علم طب نام دارد. یک کتاب منسوب به وی نیز به نام تفسیری بر قانون ابن سینا یافت شده‌است که کاری کلاسیک محسوب می‌شود. کتاب آتشک او که همان بیماری سیفیلیس می‌باشد احتمالاً مهم‌ترین کتاب وی است.
پزشک دیگر کمال الدین بود که از نظر درمان‌شناسی شهرت داشت و رسالهٔ تریاک را نوشت.
کتاب جالبی نیز در این دوره وجود دارد به نام زادالمسافرین تألیف محمد مهدی بن علی تقی که نباید با کتاب ناصر خسرو اشتباه شود زیرا این کتاب در این دوره و در باب حفظ سلامت مسافران نوشته شده‌است.

## مشاغل و مناصب علما در عصر صفوی
به طول کلی می متوان دو نوع عنوان و لقب رسمی برای علمای دین در این عصر یافت. دستهٔ اول عناوین رسمی حکومتی هستند و دسته دوم عناوینی که با وجود اینکه رسمیت داشتند اما حکومتی نبودند و برای نمونه می‌توان به عناوینی چون مجتهد الزمانی، پیش‌نماز، مدرس و حتی رئیس ا لعلماء اشاره کرد. عناوین رسمی حکومتی در اختیار صاحب منصبان اداری – سیاسی قرار داشت و در رأس آن‌ها می‌توان به شیخ‌الاسلام، صدر، قاضی و ملاباشی و نیز مناصبی چون امامت جمعه و متولیان اماکن مقدسه؛ اشاره کرد

### شیخ‌الاسلام
یکی از شخصیت‌های روحانی ایران آخوند یا شیخ‌الاسلام می‌باشد که به معنی عالم طراز اول یا مرد معمّر و محترم قانون محمّدی است. شیخ‌الاسلام بزرگترین صاحب منصب امور شرعی و مدنی می‌باشد و به دعاوی بیوه زنان و یتیمان و صغاری که زیر نظر قیّم اداره می‌شوند رسیدگی می‌کند و سایر امور شرعی را نیز بعهده دارد. حقوق شیخ‌الاسلام از طرف شاه مبلغ پنجاه هزار لیور در سال است که بابت نگرفتن چیزی از طرفین دعاوی و عدم ورود به فساد دریافت می‌شود. بیشتر دعاوی و اختلافات را شیخ‌الاسلام حل و فصل می‌کند. وی مدرس علم حقوق نیز هست و روزهای چهارشنبه و شنبه به تمام مقامات دادگستری و تمامی مناصبی که زیر دست او هستند درس می‌دهد. شیخ‌الاسلام در تمام کشور جانشینانی دارد که به تنظیم قراردادها و اجاره نامه می‌پردازند. از جمله شیخ_الاسلام‌های معروف، محمدباقر مجلسی شیخ‌الاسلام دربار شاه سلیمان است که در دوره شاه سلطان حسین، ارتقای منصب گرفت. شیخ السلامان هم اجازه ازدواج با زنان دربار را داشتند.

### قاضی
دیگر شخصیت روحانی کشور قاضی می‌باشد که بعد از شیخ‌الاسلام دومین صاحب منصبی می‌باشد که مأمور رسیدگی به دعاوی مدنی و شرعی است. قاضی نیز مانند شیخ‌الاسلام به دعاوی مردم رسیدگی می‌کند و همان وظایف وی را دارا می‌باشد و همان امتیازات شیخ‌الاسلام را دارد و در پایین محل جلوس شاه بعد از صدر دوم قرار م می‌گیرد ولی هیچ‌یک از صدور و شیخ‌الاسلام و قاضی در مهمانی‌های شاه حضور پیدا نمی‌کنند و آن به علت این می‌باشد که شاه در مجالس شراب می‌نوشد. قاضی در هر محکمه دو جانشین دارد که مسئول رسیدگی به دعاوی و اختلافات کوچک هستند ولی از طرف حکام برای قضاوت و رسیدگی به دعاوی بزرگ نیز دعوت می‌شوند و مورد مشورت قرار می‌گیرند. در سفرنامه کمپفر قاضی این‌گونه تعریف می‌شود: قاضی یا حاکم شرع از نظر درجه بعد از شیخ‌الاسلام قرار می‌گیرد اما از نظر وظیفه در یک ردیف قرار دارند دعاوی و اموری که در محکمه ایشان حل می‌شود بیشتر مربوط به عقود، خرید، فروش، عقد، ازواج و طلاق می‌باشد. آن‌ها در رسیدگی به این امور هم قاضی هستند و هم محضر دار، این مطلب در مورد صدر نیز تطابق دارد. زمانی که قاضی حرف طرفین دعوا و شهادت شهود را شنید و شرایط را بررسی کرد رای خود را صادر می‌کند بدون اینکه به کسی حق دخالت بدهد یا وکیل دعاوی بتواند جریان عدالت را متوقف کند. رسیدگی به جنایت‌هایی از قبیل جرح و قتل و سرقت و غارت در دست قاضی‌های جزائی یعنی دیوان بیگی یا داروغه‌ها می‌باشد. از میان قاضیان آنانی که بیشتر مورد توجه شاه باشند اعتبار بیشتری دارند. قاضی رسماً مسئول نگهداری اموال ایتام می‌باشد و در واقع متصدی بیت المال می‌باشد. بعضی از قضات مانند قضات پایتخت از توجه و قدرت خاصی برخوردار بودند.

### قاضی عسکر
عهده‌دار امور روحانی نظام می‌باشد و در دورهٔ صفوی قاضی عسکر بمثابه مشاور دیوان بیکی در امور شرع بوده‌است. این سمت بعداً از وی گرفته و به صدر داده شد. در اواخر صفویه مقام قاضی عسکر باثبات دعاوی مطالبات سربازان تنزل یافت.
مناصب و مشاغل روحانی دیگری مانند: خلیفه الخلفا، نقیب نقبا، وزیر مستوفی و متصدی موقوفات، مجتهد، قاضی القضات، پیش نماز، متولی، مؤذن و حافظ نیز در عصر صفوی وجود داشته‌است که در رده‌های بعدی پس از مقامات عالی روحانی قرار می‌گیرند.